# 경남창조경제혁신센터
경남창조경제혁신센터(慶南創造經濟革新센터, Gyeongnam Center for Creative Economy & Innovation)는 정부·지방자치단체·민간 간 협력을 통한 창조경제 실현 및 확산에 기여하기 위하여 설립된 재단법인이다. 경상남도 창원시 의창구 창원대로18번길 46 경남테크노파크 과학기술진흥센터 2층에 있고, 서부센터는 경상남도 진주시 문산읍 월아산로 991, 성장지원동 306에 있다.

## 관련 규정
- 창조경제 민관협의회 등의 설치 및 운영에 관한 규정[4]

## 연혁
- 2015년 4월 9일 경남창조경제혁신센터 출범[5]
- 2016년 3월 31일 진주서부센터 개소

## 조직

### 경남창조경제혁신센터장
| - 고용지원팀 | - 운영지원팀 - 사업연계팀 - 창업·기업지원팀 - 서부센터운영팀 |

## 같이 보기
| - 서울창조경제혁신센터 - 인천창조경제혁신센터 - 경기창조경제혁신센터 | - 강원창조경제혁신센터 | - 세종창조경제혁신센터 - 충북창조경제혁신센터 - 대전창조경제혁신센터 - 충남창조경제혁신센터 | - 전북창조경제혁신센터 - 광주창조경제혁신센터 - 빛가람창조경제혁신센터 - 전남창조경제혁신센터 - 광양창조경제혁신센터 | - 대구창조경제혁신센터 - 경북창조경제혁신센터 - 포항창조경제혁신센터 - 부산창조경제혁신센터 - 울산창조경제혁신센터 | - 제주창조경제혁신센터 | - 민관합동창조경제추진단 - 경남신용보증재단 - 경상남도람사르환경재단 - 경남과학기술대학교 - 경남발전연구원 - 경남테크노파크 - 경남은행 |